# Timor Ovest
Timor Ovest (in indonesiano Timor Barat, in olandese West-Timor, in portoghese Timor Ocidental) è la parte occidentale e indonesiana dell'isola di Timor e parte della provincia del Nusa Tenggara Orientale, (in indonesiano Nusa Tenggara Timur). Confina con lo Stato indipendente di Timor Est.
Durante il periodo coloniale era conosciuta come "Timor olandese" e fu una roccaforte olandese durante la guerra d'indipendenza indonesiana, combattuta tra il 1945 e il 1949. Dal 1949 al 1975 fu conosciuta come "Timor indonesiano".

## Storia
La colonizzazione europea di Timor iniziò nel XVI secolo. Anche se i portoghesi occuparono per primi l'isola nel 1520, la Compagnia olandese delle Indie orientali si stabilì sulle coste occidentali di Timor nel 1640, costringendo i portoghesi a stabilirsi soltanto nella parte orientale di Timor. Il conseguente crollo della società fece sì che nel 1799 l'area divenne dominio ufficiale dell'Impero coloniale olandese. Il confine tra Timor Est e Ovest fu stabilito con un trattato tra Olanda e Portogallo che fu firmato nel 1859 e modificato nel 1893.
Timor Ovest aveva un Ministro residente.
L'Impero giapponese conquistò l'isola durante la Seconda guerra mondiale, nei primi mesi del 1942. Dopo l'indipendenza indonesiana, Timor Ovest entrò a far parte della neonata Repubblica indonesiana.
Il 6 settembre 2000, tre membri dello staff dell'UNHCR furono attaccati e uccisi a Atambua, una cittadina di Timor Ovest.

## Geografia

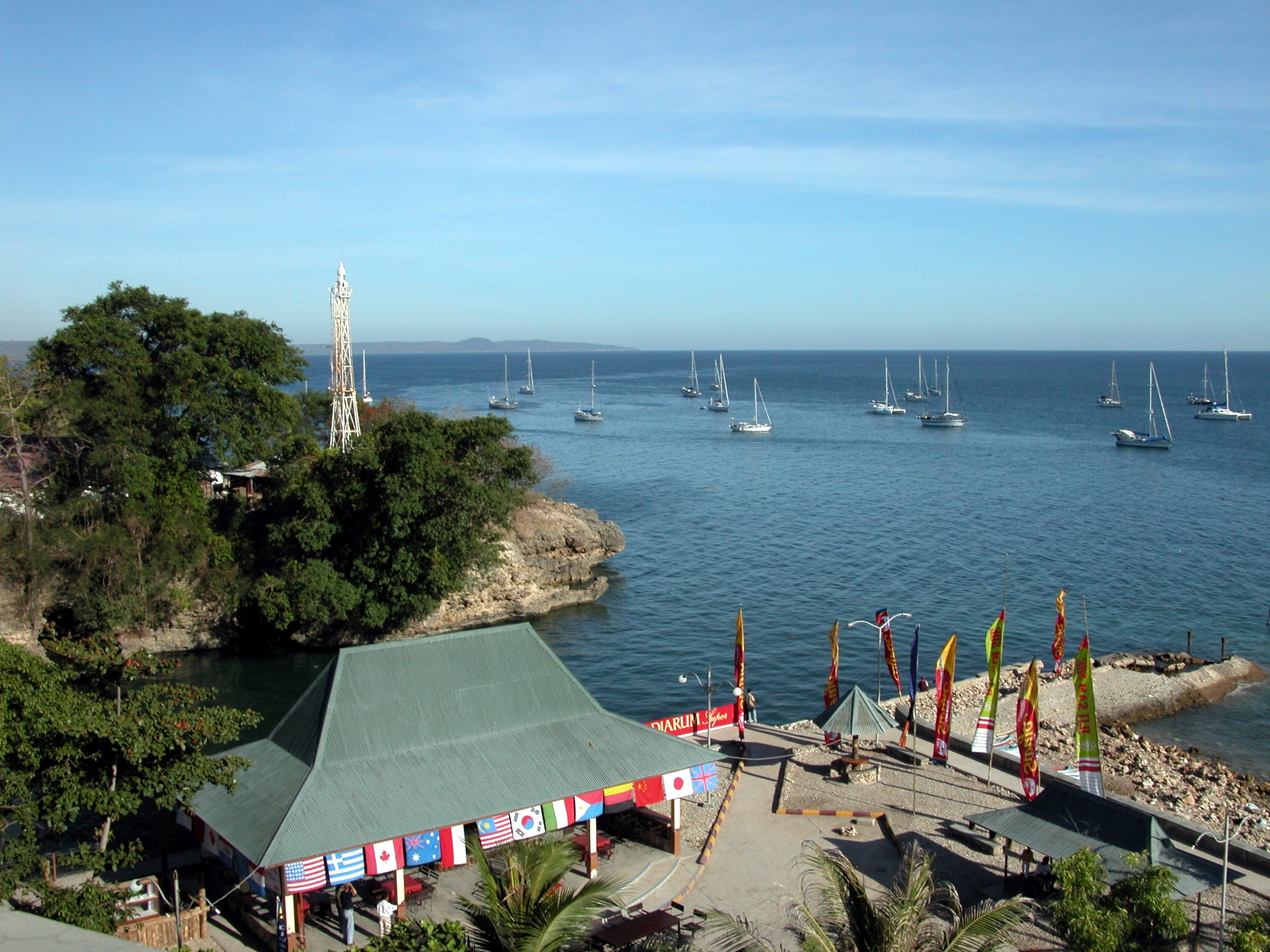
Kupang.

Timor Ovest è una regione politica che comprende la parte occidentale dell'isola di Timor con l'eccezione del distretto di Oecusse, che è politicamente parte di Timor Est, e fa parte della provincia indonesiana del Nusa Tenggara Orientale. La superficie di Timor Ovest è di 15.850 km² mentre il suo punto più alto è il monte Mutis con i suoi 2.427 m d'altezza.
La più grande città e il porto principale di Timor Ovest è Kupang, che è anche il capoluogo provinciale della Reggenza di Kupang.

## Geografia antropica

### Suddivisioni amministrative

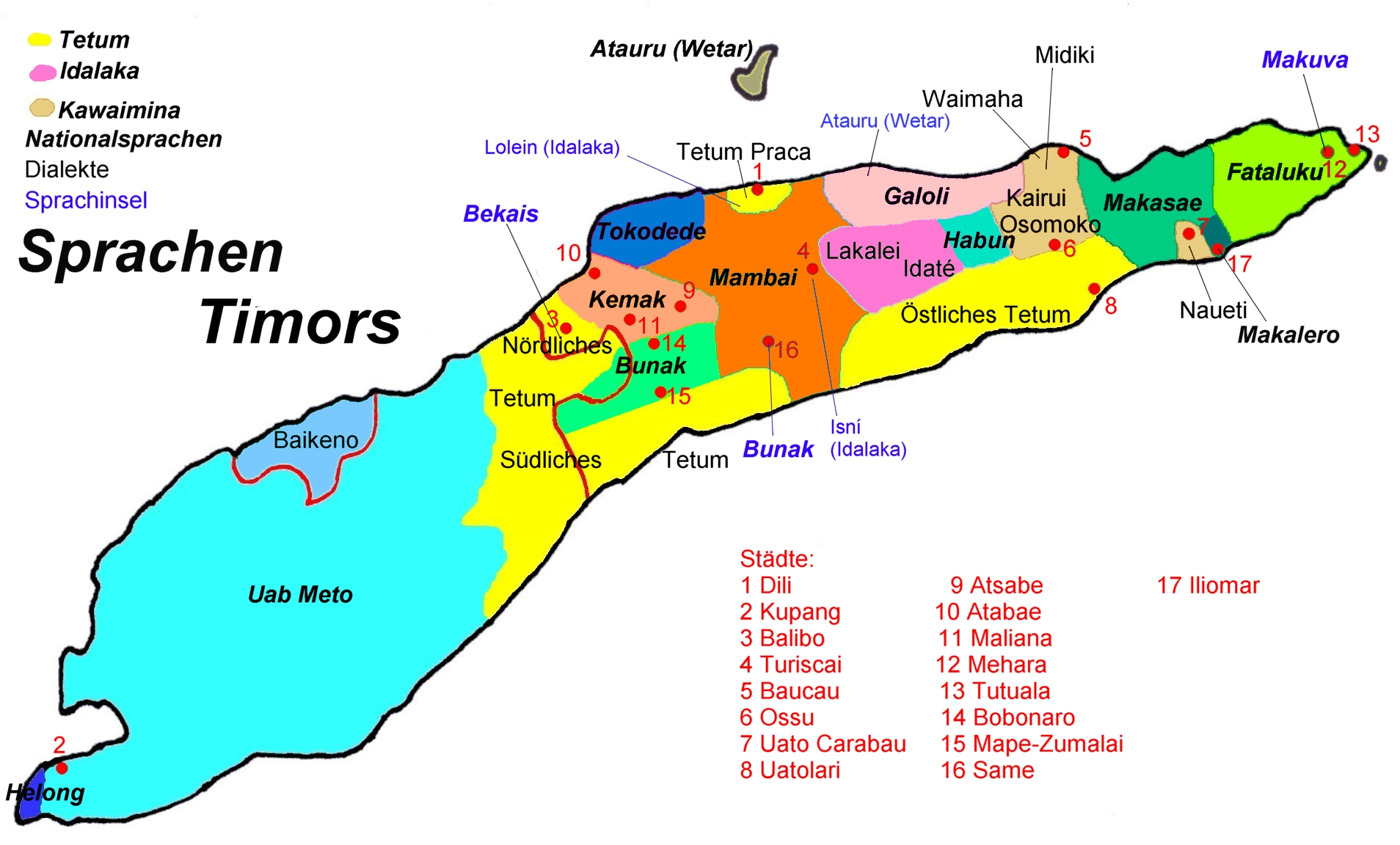
Le lingue parlate sull'isola di Timor.

Timor Ovest è suddiviso in quattro distretti: Kupang, Timor Tengah Selatan, Timor Tengah Utara e Belu. La città di Kupang è un distretto speciale. L'isola ha il 35,5% della popolazione provinciale.
| Nome                                   | Capoluogo  | Anno | Statuto    | Area (km²) |           |
| -------------------------------------- | ---------- | ---- | ---------- | ---------- | --------- |
| Reggenza di Kupang                     | Kupang     | 1958 | UU 69/1958 | 5 898,18   | 303 998   |
| Reggenza di Timor Centromeridionale    | Soe        | 1958 | UU 69/1958 | 3 947,00   | 440 470   |
| Reggenza di Timor Centrosettentrionale | Kefamenanu | 1958 | UU 69/1958 | 2 669,66   | 229 603   |
| Reggenza di Belu                       | Atambua    | 1958 | UU 69/1958 | 2 445,57   | 352 400   |
| Kupang                                 | *          |      |            | 160,34     | 335 585   |
| Timor Ovest                            | Kupang     |      |            | 15 120,75  | 1 662 056 |

## Popolazione
Le religioni praticate maggiormente a Timor Ovest sono il cattolicesimo (56%), il protestantesimo (35%) e l'Islam (8%). Erano presenti nel 2019 circa 1,98 milioni di abitanti, alcuni di loro rifugiati fuggiti nel 1999 dalle violenze che si verificarono nel Timor Est.
Oltre alla lingua nazionale, l'indonesiano, sono parlate anche le lingue native appartenenti all'etnia Fabronic: Uab Meto, Tetum, Ndaonese, Rotinese e Helong. La conoscenza della lingua olandese è limitata alle generazioni più anziane.

## Economia
Timor Ovest ha un tasso medio di disoccupazione dell'80%. Nel 1998 il 30% della popolazione viveva sotto la soglia di povertà, percentuale che ha raggiunto l'80% a partire dal 2000. L'economia è prevalentemente agricola: i principali prodotti sono il mais, il riso, il caffè, l'olio di cocco e la frutta. Viene utilizzata la tecnica del debbio. È sviluppata anche la silvicoltura dell'eucalipto, del sandalo, del teak, del bambù e del palissandro.